# Ur (supercontinente)
Ur es un supercontinente hipotético, que probablemente se formó hace unos 3.000 millones de años en el Eón Arcaico.  En el período inicial de su existencia, Ur fue probablemente el único continente en la Tierra, y es considerado por algunos como un supercontinente, a pesar de que probablemente fuera de tamaño menor que la actual Australia. Hace alrededor de 1.000 millones de años Ur se unió a los continentes Nena y Atlántica para formar el supercontinente Rodinia. Ur sobrevivió durante mucho tiempo, hasta que fue desgarrado cuando el supercontinente Pangea se rompió hace cerca de 208 millones de años en Laurasia y Gondwana. En la actualidad, fragmentos de este antiguo continente forman parte de África, Australia, la India y Madagascar.

## Cronología

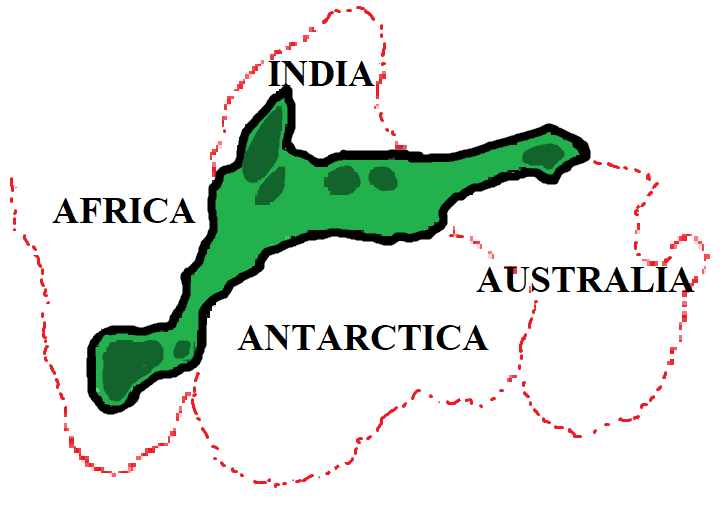
Otra de las hipotéticas formas para Ur. También se representa en sentido inverso, con el cratón de Pilbara como perteneciente a la lengua inferior.

- ~ 3.000 millones de años atrás, formación de Ur.
- ~ 1.000 millones de años atrás, forma parte del supercontinente Rodinia.
- ~ 300 millones de años atrás, forma parte del supercontinente Pangea.
- ~ 208 millones de años atrás, es fragmentado al separarse Laurasia y Gondwana.
- ~ 65 millones de años atrás, la parte africana de Ur se separa formando parte de la India.
- ~ Presente, Ur era lo que ahora es África, Australia, India y Madagascar.

| Predecesor: Vaalbará | Ciclo supercontinental Arcaico (Mesoarcaico - Neoarcaico) | Sucesor: Kenorland |